# Тіто Джексон
Торіано Адарілл «Тіто» Джексон (англ. Toriano Adaryll "Tito" Jackson; 15 жовтня 1953, Гері, Індіана, США — 15 вересня 2024, Геллап, Нью-Мексико, США) — американський музикант, один із засновників гурту «Jackson 5» (пізніше «Jacksons»), який здобув популярність наприкінці 1960-х і 1970-х років з лейблом Motown і досяг успіху з лейблом Epic наприкінці 1970-х і 1980-х роках. 2003 року почав сольну кар'єру блюзового музиканта. Протягом кар'єри був номінований на три премії «Греммі» і включений до Зали слави рок-н-ролу як учасник «Jackson 5».

## Ранні роки
Народився в Гері, штат Індіана, 15 жовтня 1953 року. Став третім із десяти дітей сім'ї Джексонів: Реббі, Джекі, Джермейн, Ла Тоя, Марлон, Брендон, Майкл, Ренді та Джанет, які жили в будинку з двома спальнями в Гері. Його батько, Джозеф, працював на металургійному заводі і виконував R&B у гурті «Falcons» разом зі своїм братом Лютером. Його мати, Кетрін, є свідком Єгови. Грала на фортепіано та кларнеті. У десять років Тіто порвав струну на батьковій гітарі. Джо попросив сина зіграти, а потім купив йому нову гітару та переконав Тіто, Джекі та Джермейна створити співочий гурт. Його вразив вокал Джекі та Джермейна.
Кетрін виявила, що Марлон і Майкл вміють співати і 1964 року вони приєдналися до «Jackson 5». Кетрін була шанувальницею кантрі-енд-вестерну, і співала зі своїми синами. Брати роками репетирували вдома перш ніж уклали контракт з Motown. Після уроків вони годинами репетирували, виступали на концертах, робили домашнє завдання й лягали спати.

## Кар'єра

### «Jackson 5»
Перші виступи проходили у школах і супермаркетах, потім брали участь у місцевих шоу талантів, тоді Джексону було дванадцять років. На той час його молодший 7-річний брат Майкл став офіційним вокалістом гурту. 1965 року змінили назву з «Jackson Brothers» на «Jackson 5» і виграли кілька шоу талантів в околицях Гері. Після перемоги в конкурсі Amateur Night театру Apollo у серпні 1967 року Джо Джексон почав працювати неповний робочий день на металургійному заводі, щоб допомогти своїм синам укласти контракт на запис. Гурт підписав контракт з Steeltown Records у Гері у листопаді того ж року. У січні 1968 року на лейблі Steeltown був випущений перший сингл «Big Boy» «Jackson 5».
1969 року гурт підписав контракт з Motown Records у Детройті та записав кілька хітів, зокрема «I Want You Back», «ABC», «The Love You Save», «I'll Be There». Попри талант гітариста Motown не дозволила Джексону виконувати гітарні партії у «Jackson 5» для цього запрошували сесійних музикантів. Тому як гітарист він дебютував 1976 року з новим контрактом з CBS Records. У цей час почав писати пісні разом зі своїми братами. Тіто та Джекі Джексони були найбільш постійно присутніми членами гурту, а Джермейн, Марлон, Майкл і Ренді залишили групу в різний час. Після закінчення туру «Victory Tour» виконував сесійну роботу і був продюсером. Після випуску «2300 Jackson Street» Джексони припинили записуватись разом. 1997 року разом зі своїми братами увійшов до Зали слави рок-н-ролу.
2001 року возз'єднався зі своїми братами на спеціальному концерті з нагоди 30-річчя Майкла Джексона в Медісон-сквер-гарден.

### Сольна кар'єра

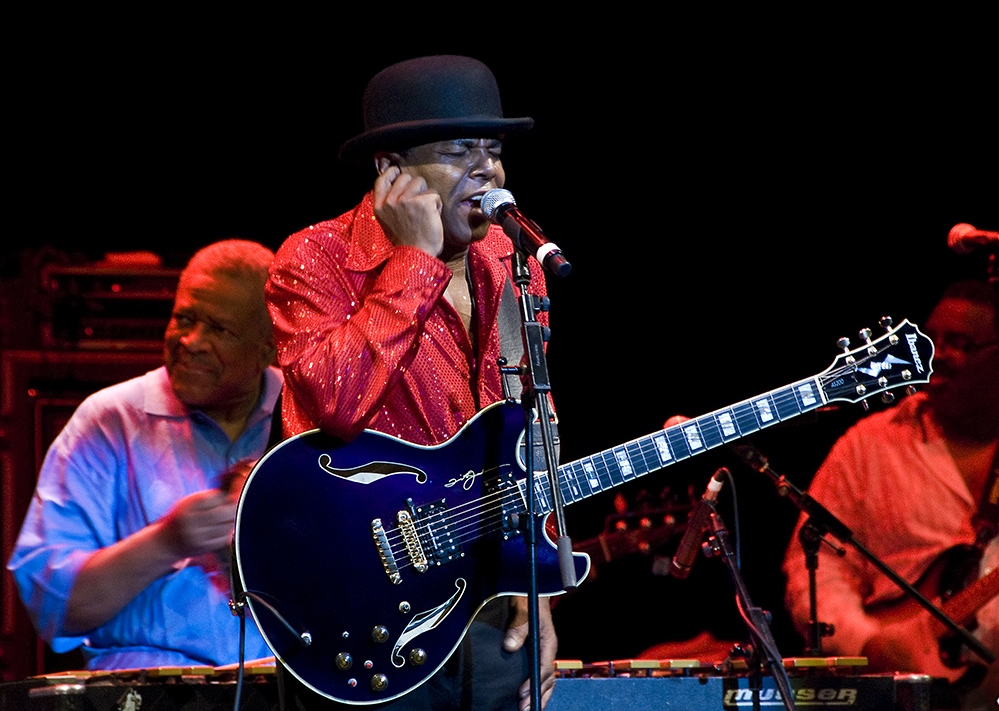
Джексон виступає на 50-річчя Motown у Детройті, 2009 рік

2003 року почав сольну кар'єру як блюзист, виступаючи у різних клубах зі своїм гуртом, до складу якого входили продюсер і гітарист Анджело Ерл, а також команда менеджерів, зокрема Ед Тейт. 2007 року був суддею на британському конкурсі співаків «Just the Two of Us» від BBC. Він замінив співачку Лулу. Його співсуддями були вокальний тренер Се Сі Семмі, музикант Стюарт Коупленд і радіодіджей Тревор Нельсон. 2009 року разом зі своїми братами був виконавчим продюсером «The Jacksons: A Family Dynasty» після смерті Майкла.
2016 року випустив перший комерційно успішний сольний сингл «Get It Baby» у чартах Billboard, у якому брав участь Big Daddy Kane з його альбому «Tito Time», ставши дев'ятим й останнім братом з сім'ї Джексонів, який потрапив у чарт. Альбом вийшов в Японії наприкінці 2016 року, а в США на iTunes у квітні 2017 року. Після його запуску три сингли вийшли на американському радіо. Перший сингл «When the Magic Happens» за участю Джоселін Браун вийшов 1 квітня 2017 року. Джексон випустив альбом для ринку Великої Британії у вересні 2017 року.
2019 року виступив на щорічній вечері та гала-концерті Living Legends Foundation з синглом «One Way Street» з альбому «Tito Time». Над новою версією пісні працював продюсер Грегг Пагані, знаний співпрацею з Чарлі Вілсоном і Джонні Гіллом.

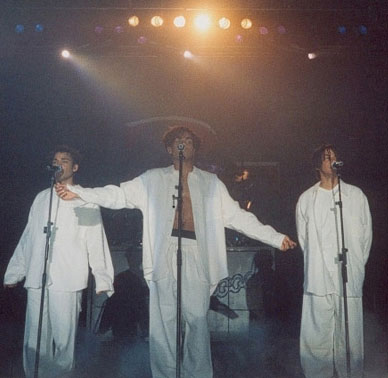
Тарілл, Ті Джей і Тадж Джексони

9 липня 2021 року випустив перший сингл «Love One Another» зі свого другого сольного альбому «Under Your Spell», який вийшов 6 серпня. У записі брали участь його брат Марлон Джексон, Кенні Ніл, Боббі Раш і Стіві Вандер. Цей альбом став більш блюзовим порівняно з його дебютним альбомом «Tito Time», який звучав у поп й R&B стилях. Для «Under your spell» також залучалися Джордж Бенсон, рок-гітаристом Джо Бонамасса, Грейді Чемпіон, Клодетт Кінг, Едді Леверт з «O'Jay» та Стівен Павелл.
16 вересня 2022 року виступав у Білоксі, штат Міссісіпі, разом з Кенні Нілом. Це був їхній другий концерт з туру «Straight From The Heart Tour». Перший виступ відбулася 27 серпня у Вінстон-Сейлемі, Північна Кароліна. Третє шоу відбулося 23 вересня в Богалусі, Луїзіана, на фестивалі блюзу.
17 березня 2023 року об'єднався з бразильською виконавицею Наталією Даміні у новій пісні «Attitude» і музичному відео. Співпраця стала можливою завдяки давньому другові Джексона Чарву Дону, який був менеджером Даміні.

## Особисте життя

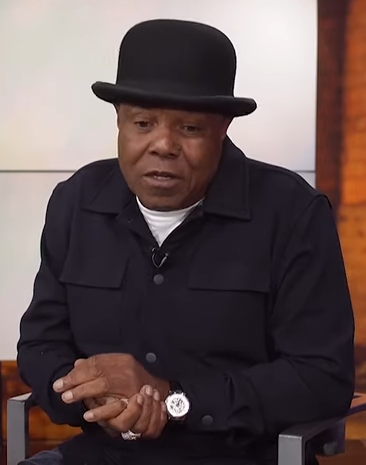
Джексон 2019 року

### Сім'я
У червні 1972 року одружився з Делорес «Ді Ді» Мартес. Пара розлучилася 1988 року. 1994 року Мартес знайшли мертвою у басейні. Смерть спочатку визнали випадковою. Пізніше лос-анджелеського бізнесмена Дональда Бохану звинуватили, а 1998 року визнали винним у вбивстві другого ступеня.
У подружжя було троє синів — Тадж (1973 р.н.), Тарілл (1975 р.н.) і Ті Джей (1978 р.н.) — учасники R&B /попгурту «3T». Мав дев'ятеро онуків.

### Пам'яті брата
7 липня 2009 року в Лос-Анджелесі в Стейплс-центрі відбулася панахида Майкла Джексона. Щоб його вшанувати Тіто, Марлон, Джекі, Джермейн і Ренді Джексон мали одну блискучу білу рукавичку та сонцезахисні окуляри.
Через смерть брата Джексон важко переживав червень. Він захищав свого брата від висунутих проти нього звинувачень.

### Смерть
15 вересня 2024 року переніс серцевий напад і помер у 70 років у Геллапі, Нью-Мексико. Разом зі своїм діловим партнером Террі Гарві хотіли перевезти раритетні автомобілі Джексона з Каліфорнії до нової резиденції в Клерморі, штат Оклахома. У дорозі Джексон почав пітніти та скаржитися на біль у грудях. Поліція Геллапа отримала повідомлення про необхідну медичну допомогу біля торгового центру, його доставили на кареті швидкої допомоги до місцевої лікарні, де його оголосили мертвим.

## Дискографія

### Студійні альбоми
| Назва            | Деталі альбому                                                                                                 | Ref    |
| ---------------- | --- | ------ |
| Tito Time        | - Випущено 21 грудня 2016 року - Лейбл: Play It Right Music - Формати: CD, цифрове завантаження                | [ 51 ] |
| Under Your Spell | - Випущено 6 серпня 2021 року - Лейбл: Gulf Coast / Hillside Global - Формати: CD, вініл, цифрове завантаження | [ 52 ] |

### Сингли
| «Get It Baby» (featuring Big Daddy Kane)                                           | 2016 | 20 | Tito Time       |
| «When the Magic Happens»                                                           | 2017 | —  | Tito Time       |
| «One Way Street»                                                                   | 2017 | 29 | Tito Time       |
| «We Made It»                                                                       | 2018 | —  | Tito Time       |
| «Make Your Mind Up»                                                                | 2020 | —  | —               |
| «Love One Another»                                                                 | 2021 | —  | Under Your Spel |
| «—» позначає елементи, які не були випущені в цій країні або не потрапили в чарти. |      |    |                 |